# Tombe commémorative des Héros nationaux sur le Sinđelićev trg à Niš
La tombe commémorative des Héros nationaux sur le Sinđelićev trg à Niš (en serbe cyrillique : Спомен гробница Народних Хероја на Синђелићевом тргу у Нишу ; en serbe latin : Spomen grobnica Narodnih Heroja na Sinđelićevom trgu u Nišu) se trouve à Niš, dans la municipalité de Medijana et dans le district de Nišava, en Serbie. Elle est inscrite sur la liste des monuments culturels protégés de la République de Serbie (identifiant no SK 691),.

## Présentation

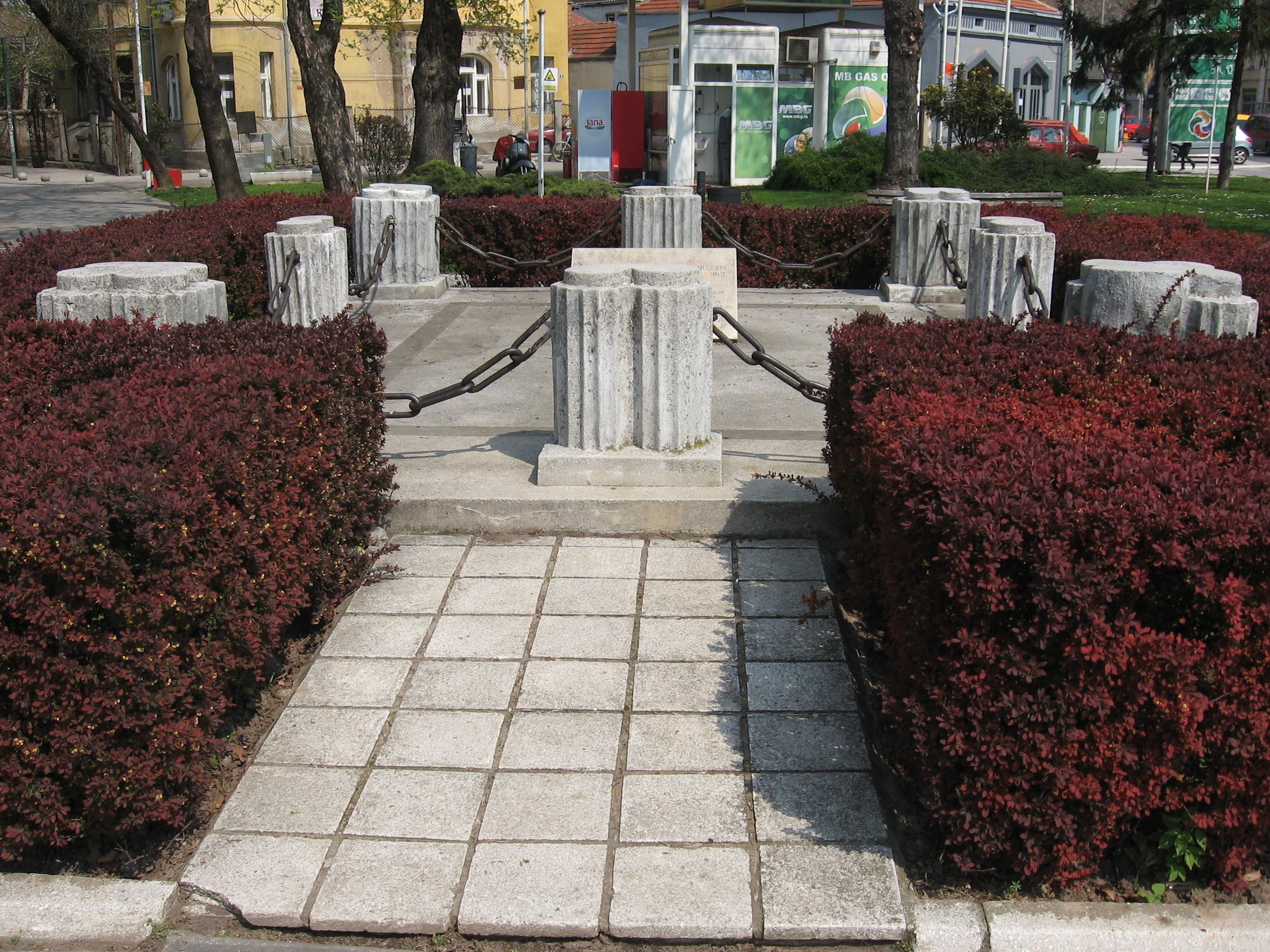
La plaque commémorative dans le contexte du Sinđelićev trg.

La tombe est située au centre du petit parc du Sinđelićev trg,. Elle a été placée à cet endroit à l'occasion du premier anniversaire de la libération de Nis, le 14 octobre 1945, lorsque les dépouilles de 12 combattants de Niš et des alentours y ont été enterrés,. La partie commémorative de la tombe, qui consiste en un plateau avec des piliers et une plaque, a été érigée pour la célébration du dixième anniversaire du soulèvement de la Serbie le 7 juillet 1951, lorsque les dépouilles de deux autres combattants ont été enterrées, le héros national Slobodan Žilnik (1919-1944) et le « premier combattant » (en serbe : prvoborac) Miodrag Taušanović.

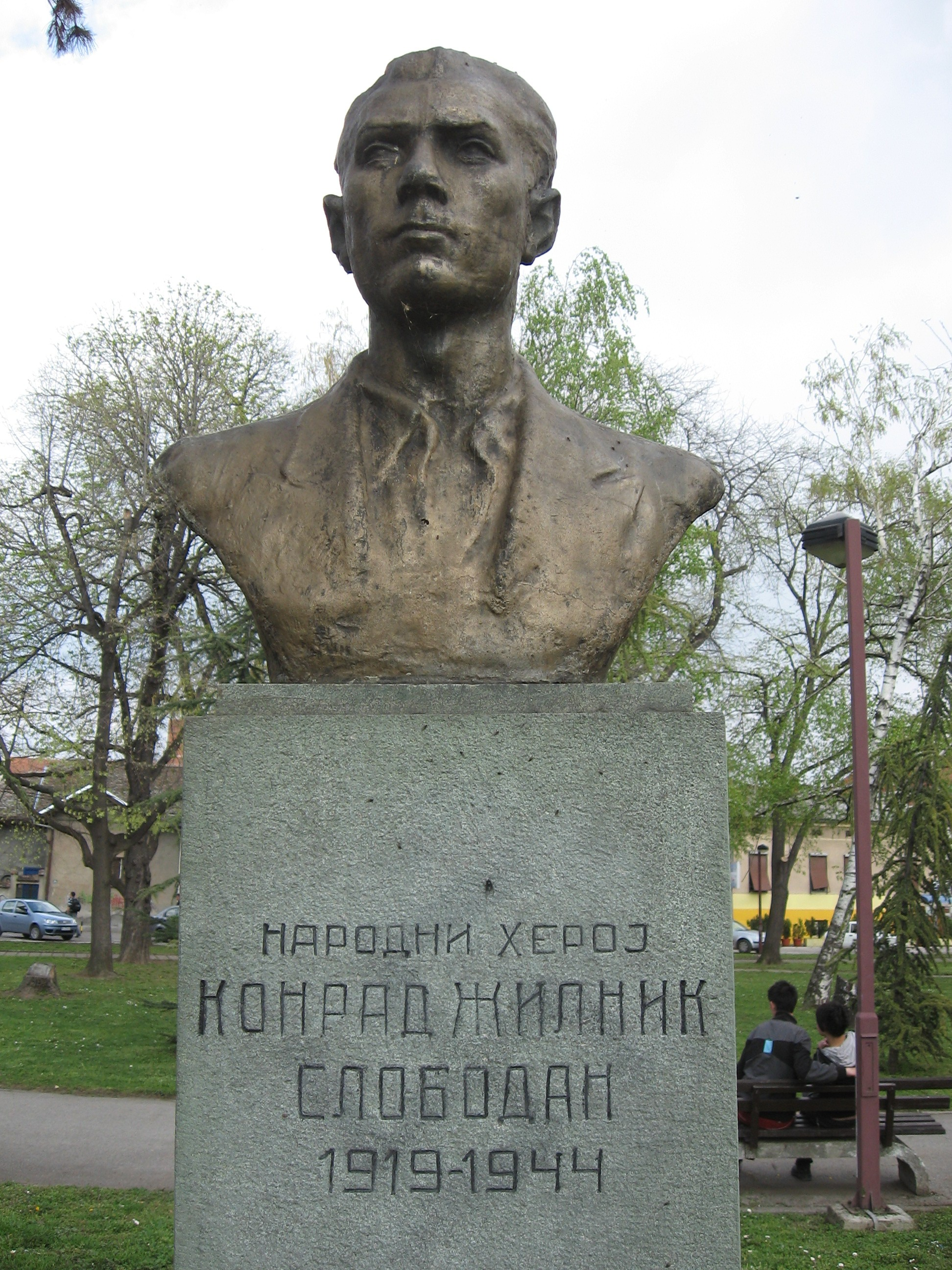
Buste de Slobodan Žilnik à Niš.

Dépourvu de toute valeur décorative, notamment sculpturale, le monument se présente comme une dalle de béton en béton carrée recouvrant la tombe et de huit petits piliers en forme de trèfle à deux et quatre lobes reliés par des chaînes. Dans la partie centrale du plateau, au niveau du sol, se trouve une plate-forme en béton en forme d'étoile à cinq branches et, sur un piédestal, une plaque en marbre blanc mesurant 85 × 60 cm où sont inscrits les noms des combattants de la Lutte de libération nationale (NOR) inhumés dans ce lieu,.
Cette tombe commémorative est considérée comme le monument le plus important de la Lutte de libération nationale pendant la Seconde Guerre mondiale à Niš.

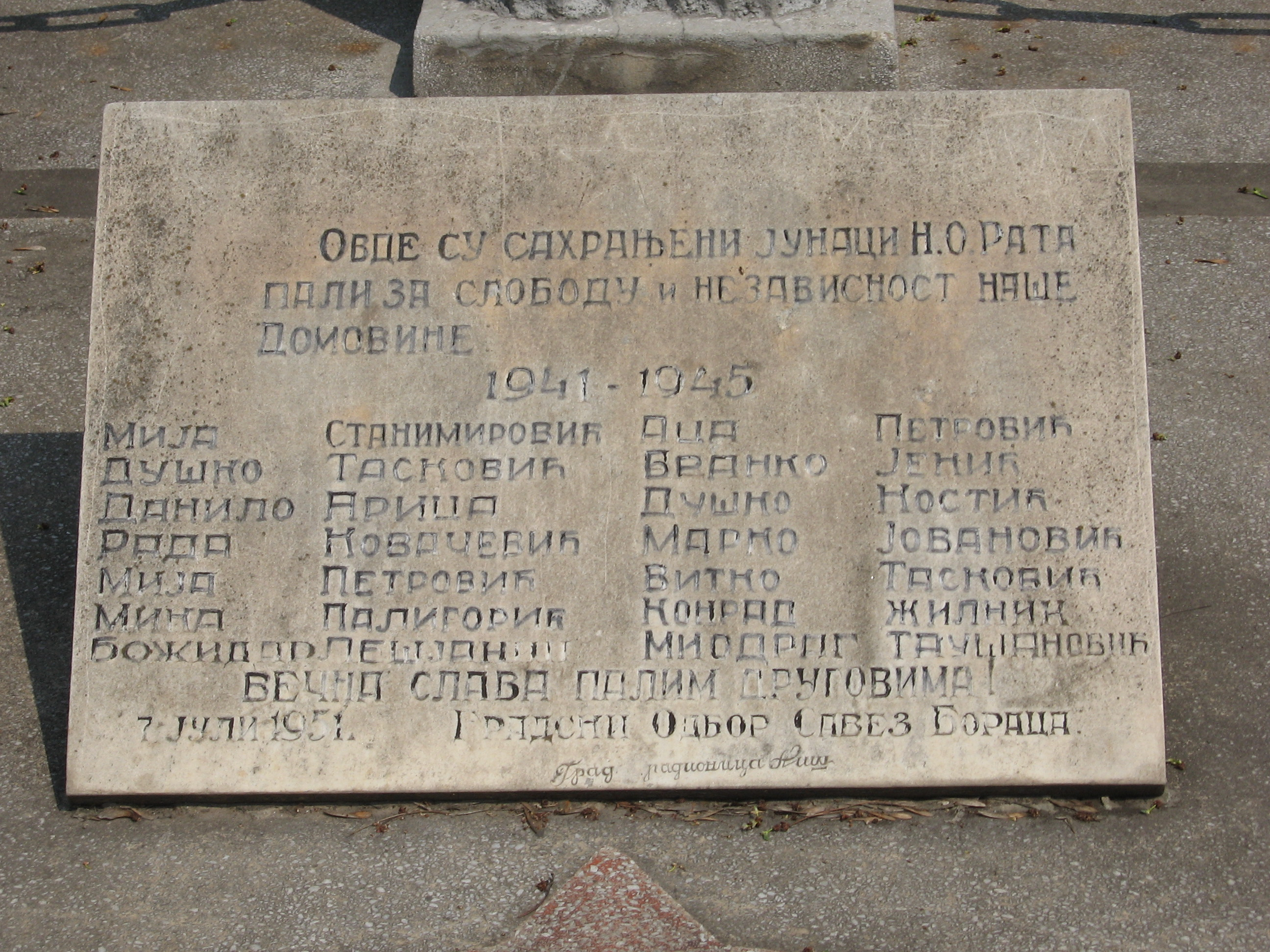
La plaque commémorative sur la tombe.